# Actiones stricti iuris
Actiones stricti iuris, iudicia stricti iuris (łac. powództwa ścisłego prawa) – w prawie rzymskim powództwa sprawy, w których sędzia był bardziej skrępowany wypełnianiem poleceń zawartych w formułce niż w powództwach dobrej wiary (actiones bonae fidei). 
Do spraw tych należały wszystkie powództwa z umów jednostronnie zobowiązujących (piśmienne jak skrypty dłużne zwane cautiones, słowne jak stypulacja, z realnych pożyczka zwana mutuum),  zobowiązania z przestępstw (ex delicto).